# يولاندا أرويو بيزارو
يولاندا أرويو بيزارو (بالإنجليزية: Yolanda Arroyo Pizarro)‏ (29 أكتوبر 1970 في الولايات المتحدة)؛ كاتِبة وروائية .